# Novotel / Ibis Poznań Centrum

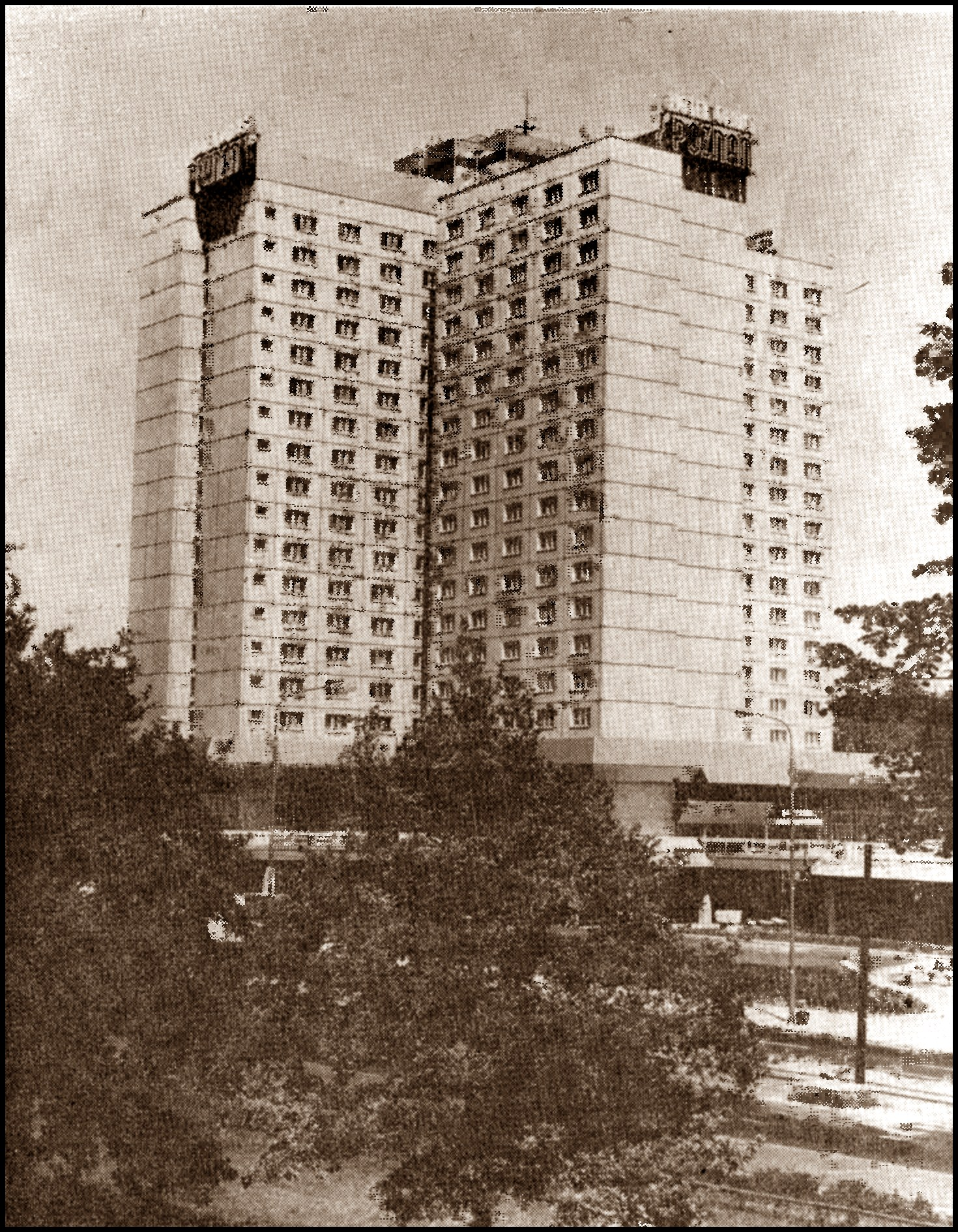
Widok od strony ówczesnej ulicy Juliana Marchlewskiego (obecna nazwa: Królowej Jadwigi) w 1979 roku

Novotel / Ibis Poznań Centrum – hotel położony w Poznaniu przy pl. Andersa 1, w centrum miasta. Największy hotel w Poznaniu, pierwotnie pod nazwą Hotel Orbis Poznań. Obecnie w budynku funkcjonuje Novotel Poznań Centrum oraz Ibis Poznań Centrum (obie sieci hotelowe należą do AccorHotels).

## Budowa
Koncepcja budowy hotelu przy ul. Marchlewskiego powstała w latach 60. XX wieku. Inicjatorem był Alfred Kowalski – aktywny w dziedzinie inwestycji sekretarz ekonomiczny Komitetu Wojewódzkiego PZPR w Poznaniu. W planie szczegółowym zagospodarowania przestrzennego śródmieścia przewidziano hotel na 1000 miejsc hotelowych i 800 gastronomicznych oraz kino (900 miejsc) i operetkę (1000 miejsc). W przeciągu kilku lat z koncepcji wykreślone zostało kino. Jednocześnie, w 1972, rozpisano konkurs na opracowanie projektu koncepcyjnego hotelu i projektu architektoniczno-urbanistycznego. Konkurs wygrał zespół: Jerzy Buszkiewicz, Jan Kopydłowski, Zenon Stępniowski. Konkurs na koncepcję budowy operetki (1974) wygrał zespół: Zdzisław Jońca, Janusz Olszewski, Ryszard Trzaska.
29 marca 1974 rozpoczęto prace przygotowawcze; na uroczystość rozpoczęcia budowy przybyli przedstawiciele władz partyjnych i państwowych. Głównym inwestorem był Zarząd Inwestycji Hoteli „Orbis”, natomiast wykonawcą Poznańskie Przedsiębiorstwo Budowlane Nr 3; prace projektowe realizował Zakład Projektowania i Usług Inwestycyjnych „Inwestprojekt” Wojewódzkiej Spółdzielni Mieszkaniowej. Głównym projektantem hotelu został Jerzy Liśniewicz, wraz z nim w zespole autorskim pracowali Jerzy Buszkiewicz, Janusz Lenartowicz i Józef Maciejewski.
3 marca 1975 rozpoczęły się podstawowe prace budowlane. Budynek wysoki powstał w technologii wielkiej płyty winogradzkiej. Montaż części mieszkalnej został rozpoczęty 30 czerwca 1976, a 1 maja 1977 na hotelu zawisła wiecha. 24 maja 1978 został dokonany odbiór końcowy budynku. Otwarcie nastąpiło 27 maja 1978, na uroczystości otwarcia udekorowano zasłużonych budowniczych hotelu.
Hotel rozpoczął działalność 5 czerwca 1978.

## Budynek
Budynek liczy 21 kondygnacji, z czego w momencie powstania 16 zajmowały pokoje dla gości. Posiadał 994 miejsca noclegowe i 1160 gastronomicznych. Przed budynkiem wzniesiono również dwupoziomowy parking i plac dla pieszych oświetlany z dwóch 17 m wież oświetleniowych. Budynek był podzielony funkcjonalnie:
- magazyny hotelowe w podziemiach, urządzenia techniczne oraz zespół pomieszczeń sauny, komunikacyjnie połączony windą z piętrami mieszkalnymi[11]
- w przyziemiu zespół recepcji hotelu, hall rekreacyjno-usługowy, lokal nocny, biuro obsługi cudzoziemców oraz rozładownia i magazyny gastronomiczne, warsztaty, urządzenia socjalne i stołówka pracownicza[11]
- na parterze część rekreacyjna dwupoziomowego hallu recepcyjnego, zespół sal wielofunkcyjnych z kuluarami, hall gastronomiczny, restauracja, kawiarnia, kuchnia centralna oraz pomieszczenia administracji hotelu[11]
- na antresoli klub hotelowy i administracja oraz balkony kawiarni i restauracji[11]
- na piętrze technicznym budynku wysokiego zbiorcze urządzenia instalacyjne dla części mieszkalnej[11]
- na szesnastu kondygnacjach części mieszkalnej pokoje dwuosobowe, apartamenty, centralny blok komunikacji pionowej i pomocnicze urządzenia komunikacji pionowej, aneksy kelnerskie z windą kelnerską[11]
- na poddaszu pomieszczenia techniczne, pomieszczenia regeneracji roślin, maszynownie wind pomocniczych i trzypoziomowa maszynownia dźwigów bloku centralnego[13]
- na dachu telewizyjna stacja przekaźnikowa[13]

Obecnie hotel posiada 480 klimatyzowanych pokoi jedno- i dwuosobowych, 15 apartamentów, pokoje dla osób niepełnosprawnych, piętra dla niepalących i piętro executive. Poza tym salę bankietowo-konferencyjną o powierzchni 824 m² na 800 gości (można ją podzielić na cztery niezależne pomieszczenia), sale wielofunkcyjne z możliwością podziału na 5 samodzielnych części do 100 osób, klub hotelowy na 70 osób oraz salonik.

## Osoby
Jednym z gości hotelu był pułkownik Muammar Kaddafi, który przyjechał do Poznania specjalnym pociągiem w towarzystwie rozległej rodziny i rozbudowanej ochrony. Z hotelu udał się niespodziewanie do miasta, aby zobaczyć mieszkanie zwykłej polskiej rodziny, gubiąc ochronę i towarzyszących dygnitarzy.